# Wagram (St. Pölten)
Der Ort Wagram liegt in Niederösterreich an der Traisen zwischen Stattersdorf im Süden, St. Pölten und Viehofen im Westen, Ratzersdorf und Pottenbrunn im Norden und Böheimkirchen und Pyhra im Osten. Er ist seit der Eingemeindung 1923 ein Stadtteil von St. Pölten, die Teile Ober- und Unterzwischenbrunn wurden 1939 eingemeindet.
Der Ort ist durch die Traisen im Westen vom Rest der Stadt getrennt, die Verbindung wird jedoch durch drei Autobrücken sichergestellt.

## Name
Der Name Wagram dürfte sich von Wagrain oder Wagraine herleiten, was in etwa einem Wogenrain also Wogenrand gleichzusetzen ist. Damit wurde die Grenze gemeint, die die Wogen der Traisen bei Hochwasser erreichen konnten.

## Geschichte

Die heutige Purkersdorferstraße 1905 mit der Postkutsche nach Stattersdorf

Erste Belege einer Besiedlung finden sich in einem Siedlungsfund der Lengyelkultur, der auf 4800 v. Chr. datiert wird. Die weitere Besiedlung wurde durch weitere Funde durchgängig bis zum heutigen Tag belegt.
Erstmals erwähnt wird der Ort in einer Stiftungsurkunde aus dem Jahr 1083 des Passauer Bischofs Altmann.

Die 1907 durch eine Stahlkonstruktion ersetzte Traisenbrücke, die Wagram mit St. Pölten verbindet

Die erste Etappe am Weg vom Bauerndorf zum Stadtteil vollzog sich 1850, als Wagram eine Gemeinde gemeinsam mit Stattersdorf bildete. Von dort wurden die Katastralgemeinden 1923 nach St. Pölten ausgemeindet.
Bis 1923 bestand die besiedelte Fläche nahezu nur aus den beiden Ursprungsdörfern  Ober- und Unterwagram im Osten des heutigen Gebiets. Nach der Eingemeindung entwickelte sich eine rege Bautätigkeit. Vielfach entstanden Einzelhäuser, bis in den dreißiger Jahren der genossenschaftlich organisierte Siedlungsbau begann. So wurden in dieser Zeit die Hubert-Schnofl-Siedlung und die Gartensiedlung „Deutscher Schulverein“ errichtet. Die Volksschule wurde 1936 als Zubau zur vorhandenen Hauptschule errichtet, die Pfarrkirche wurde 1937 eingeweiht. Einen erneuten Bauschub brachten die 1960er Jahre mit sich, neben vielen Einzelhäusern wurde die Siedlung St. Michael 1964 fertiggestellt.

## Politik
Als Katastralgemeinde von St. Pölten hat Wagram keinen eigenen Gemeinderat, die Bürgermeister vor 1923 finden sich in der Liste der Bürgermeister von St. Pölten.
Siehe auch: St. Pölten: Politik

## Wirtschaft

### Ansässige Unternehmen
Im Stadtteil befindet sich unter anderem die Postbusgarage.
Das größte Kino der Stadt, das Hollywood Megaplexx befindet sich in Wagram.

## Öffentliche Einrichtungen
In Wagram befinden sich eine Volksschule und eine Hauptschule sowie vier Kindergärten. Mit dem Pflegeheimen Haus an der Traisen und Haus St. Elisabeth befinden sich die Hälfte der Heime in diesem Stadtteil. Der erste Bauabschnitt der niederösterreichische Landessportschule wurde 1990 eröffnet. In den Folgejahren wurde das Areal sukzessive um eine Ballsporthalle, ein Tenniscenter sowie um eine Eissporthalle erweitert. Ebenfalls auf dem Areal der Landessportschule befindet sich eine Tennisarena, die aktuell jedoch nicht für internationale Tennisturniere genutzt wird.

## Kultur und Sehenswürdigkeiten
Die Pfarrkirche heiliger Michael wurde in den Jahren 1937 bis 1938 nach den Plänen von Rudolf Wondracek errichtet und im Jahr der Fertigstellung von Michael Memelauer eingeweiht. Der schlichte Bau mit kreuzförmigem Grundriss wurde durch einen Laubengang sowohl mit dem freistehenden Glockenturm als auch mit dem Pfarrhof verbunden.
Am 7. Juni 2009 bekam die Pfarre, anlässlich des 70-jährigen Kirchenjubiläums, ihre von Spendengeldern finanzierte fünfte Glocke. Die Jubiläumskapelle in der Purkersdorferstraße wurde 1908 errichtet und 1994 komplett saniert.

### Kulturhaus Wagram
Das Kulturhaus Wagram wurde, nach der Vorstellung des Projekts 1993, von 1995 bis 1997 erbaut. Neben einem Restaurant stehen zwei unterschiedlich große Räume zur Verfügung. Der größere Festsaal fasst bis zu 300 Personen. Der Keller ist für Vereinsaktivitäten ausgelegt, so befindet sich neben kleineren Räumen ein großer Turnsaal dort. Westlich an das Kulturhaus angrenzend wurde eine 5800 Quadratmeter umfassende Parkanlage mit Pavillon und Biotop geschaffen. Das anfangs ebenfalls integrierte Postamt wurde 2009 geschlossen.

## Persönlichkeiten
- Josef Zwetzbacher (1874–1942), Müller, Abgeordneter zum Landtag und Landeshauptmannstellvertreter von Niederösterreich